# Gorędy
Gorędy – wieś w Polsce położona w województwie podlaskim, w powiecie hajnowskim, w gminie Narew.
Miejscowość powstała w drugiej połowie XVIII wieku. W latach 1975–1998 miejscowość administracyjnie należała do województwa białostockiego.
Przez miejscowość przechodzi Podlaski Szlak Bociani.
W strukturze Kościoła katolickiego miejscowość podlega parafii Wniebowzięcia Najświętszej Maryi Panny i św. Stanisława Biskupa i Męczennika w Narwi, zaś w strukturach Kościoła prawosławnego wieś podlega parafii pw. Podwyższenia Krzyża Pańskiego w Narwi.
Wieś w 2011 roku zamieszkiwało 28 osób.

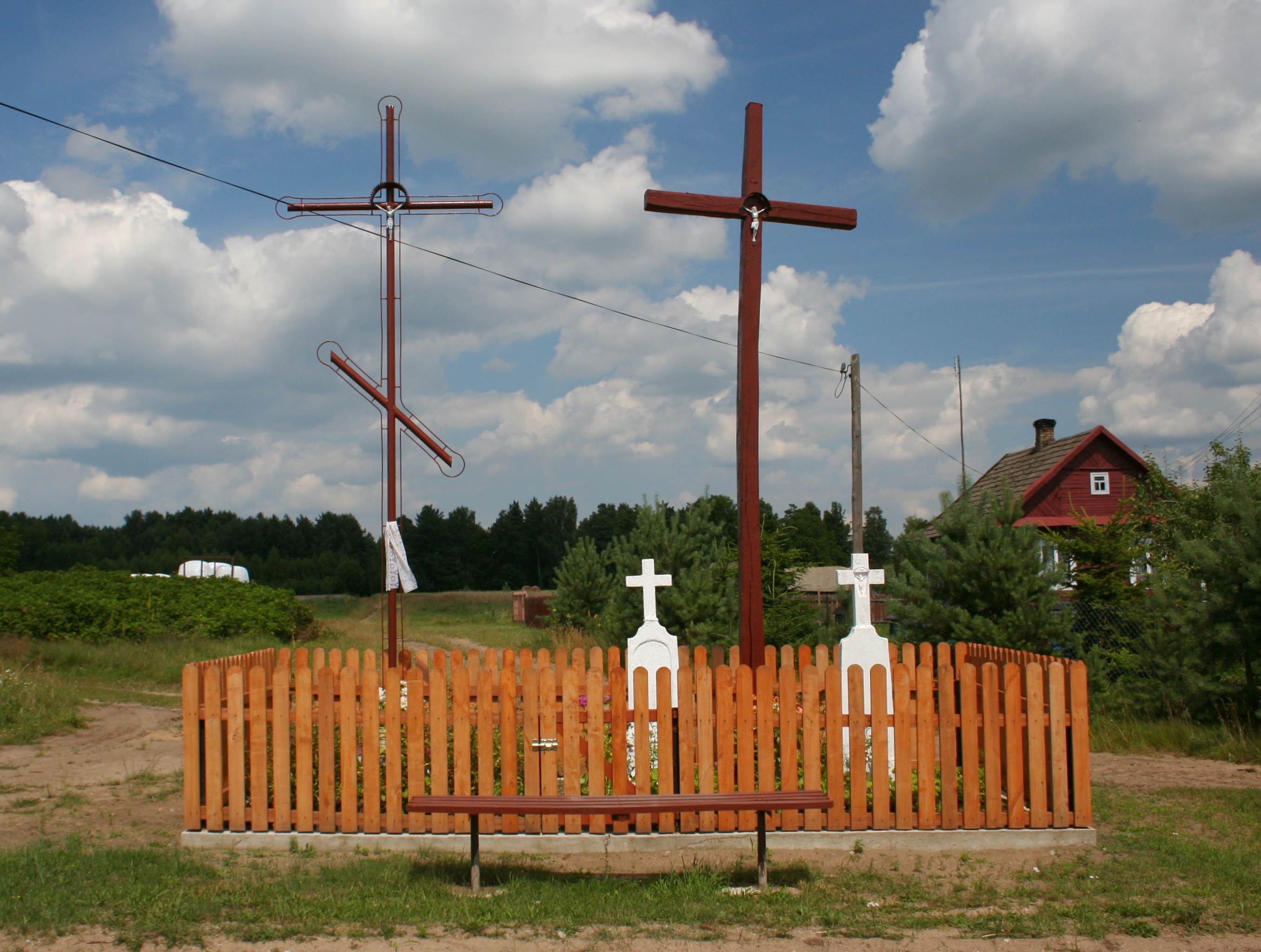
Przydrożne krzyże
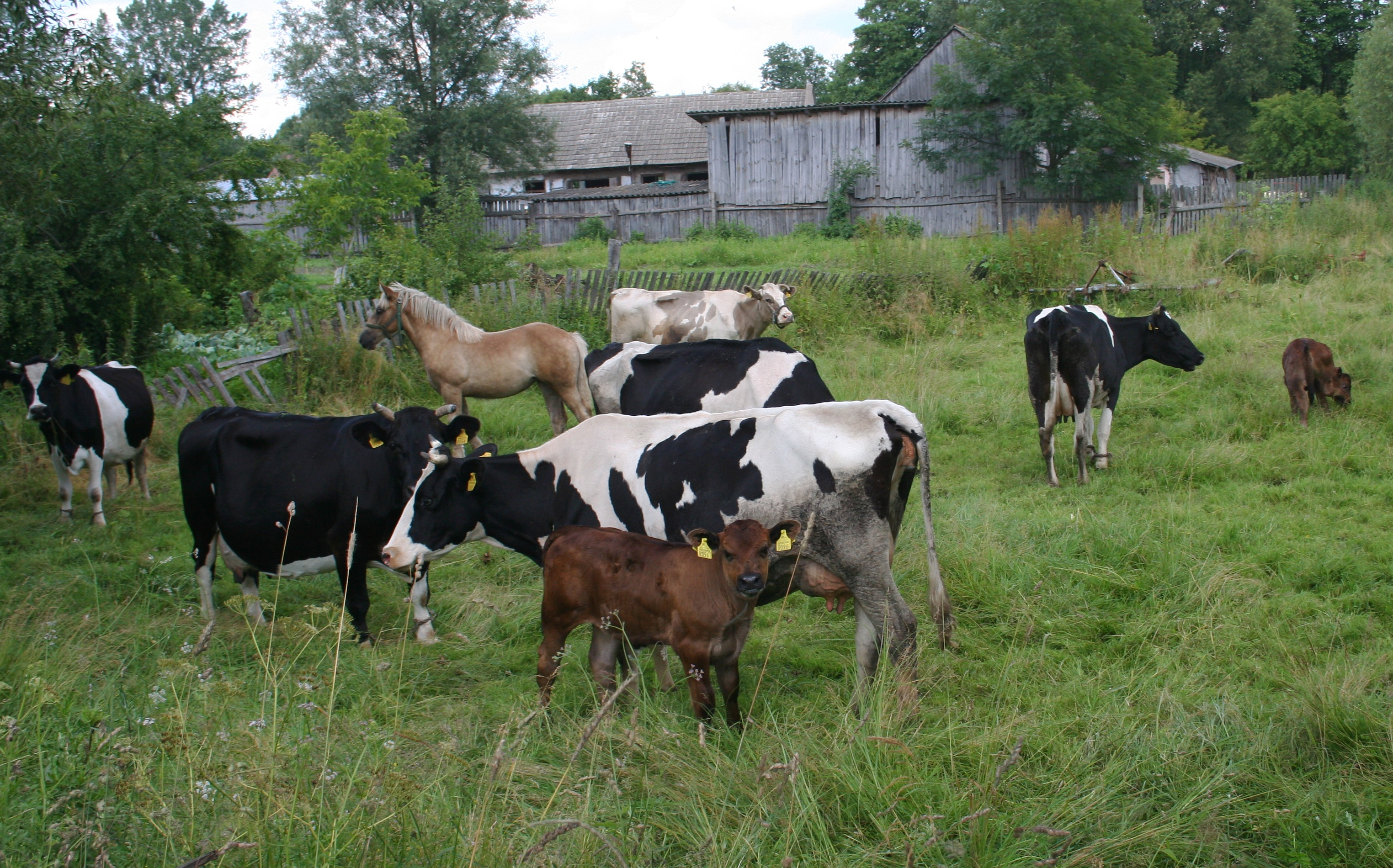
Pastwisko